# David Briggs (producent)
David Briggs (29. února 1944 – 26. listopadu 1995) byl americký hudební producent. Narodil se ve Wyomingu, ale v šedesátých letech se usadil v Kalifornii, kde prožil většinu svého života. V roce 1968 potkal kanadského hudebníka Neila Younga a ještě téhož roku produkoval jeho první sólové album. Dvojice spolu spolupracovala až do Briggsovy smrti. V roce 1992 Briggs produkoval album Henry's Dream australské skupiny Nick Cave and the Bad Seeds. Během své kariéry produkoval nahrávky mnoha dalších hudebníků, mezi něž patří například Nils Lofgren, Alice Cooper a Tom Rush nebo skupina Spirit. Zemřel na karcinom plic ve věku 51 let.